# Сан-Жозе-ду-Сабужи
Сан-Жозе-ду-Сабужи (порт. São José do Sabugi) — муниципалитет в Бразилии, входит в штат Параиба. Составная часть мезорегиона Борборема. Входит в экономико-статистический микрорегион Серидо-Осидентал-Параибану. Население составляет 3831 человек на 2006 год. Занимает площадь 206,914 км². Плотность населения — 18,5 чел./км².

## Статистика
- Валовой внутренний продукт на 2003 год составляет 8 038 828,00 реалов (данные: Бразильский институт географии и статистики).
- Валовой внутренний продукт на душу населения на 2003 год составляет 2080,44 реалов (данные: Бразильский институт географии и статистики).
- Индекс развития человеческого потенциала на 2000 год составляет 0,656 (данные: Программа развития ООН).